# Kanton La Rochelle-9
Kanton La Rochelle-9 (fr. Canton de La Rochelle-9) je francouzský kanton v departementu Charente-Maritime v regionu Poitou-Charentes. Kanton tvoří část města La Rochelle a tři další obce.

## Obce kantonu
- L'Houmeau
- Lagord
- Nieul-sur-Mer
- La Rochelle